# Pizzoferrato
Pizzoferrato är en ort och kommun i provinsen Chieti i regionen Abruzzo i Italien. Kommunen hade 1 024 invånare (2018).